# Rainer Jaenicke
Rainer Jaenicke (* 30. Oktober 1930 in Frankfurt am Main; † 26. Juli 2016) war ein deutscher Biochemiker.
Jaenicke bekleidete den Lehrstuhl für Biochemie an der Universität Regensburg von 1970 bis zu seiner Emeritierung im Jahr 1999. Sein Forschungsschwerpunkt war die Erforschung der Proteinfaltung.

## Werdegang
Rainer Jaenicke wurde 1930 als jüngster Sohn des Chemikers Johannes Jaenicke (1888–1984) und seiner Frau Erna geb. Buttermilch (1895–1961) geboren. Sein Bruder Walther Jaenicke (1921–2010) war Professor für Chemie an der Universität Erlangen, sein Bruder Lothar Jaenicke (1923–2015) war Professor für Biochemie an der Universität zu Köln. Über seine Mutter war er teilweise jüdischer Abstammung. Der Vater war in der Weimarer Republik Assistent des Nobelpreisträgers Fritz Haber und erstellte die jetzt im Besitz der Max-Planck-Gesellschaft befindliche umfangreiche Materialsammlung, auf der alle existierenden Haber-Biographien beruhen.
Rainer Jaenicke studierte Chemie und promovierte in Physikalischer Chemie bei Hermann Hartmann (1914–1984) an der Universität Frankfurt. Er habilitierte sich ebendort im Jahre 1963 und ging dann an die University of Pittsburgh, USA, wo er bis 1969 im Institut von Max Lauffer (1914–2012) arbeitete. Nach seiner Rückkehr wurde er auf den Lehrstuhl für physikalische Biochemie der neu gegründeten Universität Regensburg berufen, wo er bis zu seiner Emeritierung im Jahre 1999 blieb.
Im Jahre 1991 wurde er zum Mitglied der Leopoldina gewählt und 1994 mit dem Max-Planck-Forschungspreis ausgezeichnet.

## Wissenschaftliche Leistung
Rainer Jaenicke gehörte zu den Pionieren der Untersuchung der Strukturbildungsmechanismen bei Proteinen (Proteinfaltung), wobei er physikalische Methoden wie die Analytische Ultrazentrifugation und Circulardichroismus (CD)-Spektroskopie einsetzte. Er organisierte 1979 die erste große Konferenz zur Proteinfaltung.
Zu den wichtigen und wegweisenden Ergebnissen seiner Forschung gehörte die Erkenntnis, dass unspezifische Verklumpung (Aggregation) von Proteinmolekülen eine wichtige Konkurrenzreaktion zur wohlgeordneten Strukturbildung darstellt. Dies sollte später wichtig werden, als solche Aggregate bei der biotechnologischen Herstellung von Proteinen sowie bei Krankheiten wie Alzheimer und Parkinsonismus als Problem erkannt wurden.
Weitere wichtige Gebiete, auf denen seine Regensburger Arbeitsgruppe herausragende Beiträge leistete, waren die Strukturbildung von Proteinen aus mehreren Untereinheiten (Assemblierung von Oligomeren), die Rolle von Faltungshelfern (molekularen Chaperonen), sowie die Stabilität von Proteinen unter extremen Bedingungen, etwa bei hohen oder tiefen Temperaturen, hohen hydrostatischen Drücken oder hoher Salinität.

## Familienleben
Kurz vor der Promotion heiratete er die Pianistin Agathe Calvelli-Adorno (1930–2019), mit der er als Flötist von Kindheit an zusammen musiziert hatte. Jaenicke ist der Vater des Schauspielers Hannes Jaenicke und des Malers Alexander Calvelli.